# Trận Âm Tấn
Trận Âm Tấn (chữ Hán: 陰晉之戰, Hán Việt: Âm Tấn chi chiến), là cuộc chiến tranh diễn ra vào thời Chiến Quốc trong lịch sử Trung Quốc giữa hai nước chư hầu là Ngụy và Tần.

## Nguyên nhân, diễn biến, kết quả
Đất Hà Tây nằm gần biên giới Tần-Ngụy, là con đường thuận lợi để tiến vào Trung Nguyên, trở thành vùng đất mà cả Ngụy và Tần đều muốn chiếm đoạt. Từ thời Tần Mục công, đất Hà Tây đã được nước Tấn tặng cho nước Tần. Tuy nhiên, sang cuối thời Xuân Thu, đầu thời Chiến Quốc, thế lực nước Tần suy yếu, trong khi nước Ngụy  sau biến pháp Lý Khôi lại trở nên hùng mạnh, đưa quân tiến đánh Hà Tây. Từ năm 419 TCN đến năm 408 TCN, quân Ngụy lần lượt chiếm được các vùng Lâm Tấn, Nguyên Lý, Lạc Âm và Cố Dương, sau tiến vào đất Trịnh, cuối cùng độc chiếm toàn bộ Hà Tây.
Sau khi mất đất Hà Tây, quân Tần rút lui về Lạc Thủy, xây thành phòng thủ ở Tuyền Thành. Ngụy Văn hầu cử Ngô Khởi trấn giữ Hà Tây.
Với việc đánh mất Hà Tây, quân Tần cũng mất đi con đường tiến lên Trung Nguyên, do đó nước Tần luôn nhiều lần đưa quân sang đoạt lại song đều không thành công. Trong khi đó ở nước Ngụy, Ngô Khởi tìm cách khích lệ tinh thần quân sĩ, thưởng hậu cho họ tùy theo công lao để nâng cao nhuệ khí nhằm chuẩn bị đối phó với sự xâm lăng của Tần.
Năm 389 TCN, Tần Hậu Huệ công phái 50 vạn đại quân tiến sang đánh Hà Tây, giao chiến với quân nước Ngụy ở Âm Tấn. Trận chiến Âm Tấn bùng nổ.
Quân Ngụy có sự phòng bị từ trước nên không nao núng. Ngô Khởi tâu xin Ngụy Vũ hầu chi viện 5 vạn quân ra trận cùng chống Tần. Ngụy Vũ hầu đồng ý, cử 500 chiến xa và 3000 người ra trận. Ngô Khởi ra lệnh cho quân sĩ bỏ hết xe, ngựa, xông thẳng vào trận.
Ngày hôm sau, Ngô Khởi cầm quân ra trận, giao chiến với quân nước Tần. Tinh thần quân Ngụy hăng hái, xông pha vào trận. Mặc dù số quân chỉ bằng một phần mười, song quân Ngụy đã nhanh chóng đánh bại quân Tần, buộc quân Tần phải rút lui. Nước Ngụy bảo toàn được đất Hà Tây.